# خانه حاجی ابراهیم
خانه حاجی ابراهیم مربوط به دوره ایلخانی است و در شهرستان اردکان، بخش عقدا، دهستان هفتادر، روستای هفتادر، محله حاج آقا واقع شده و این اثر در تاریخ ۱ اردیبهشت ۱۳۸۸ با شمارهٔ ثبت ۲۶۶۰۱ به‌عنوان یکی از آثار ملی ایران به ثبت رسیده‌است.